# Ogród

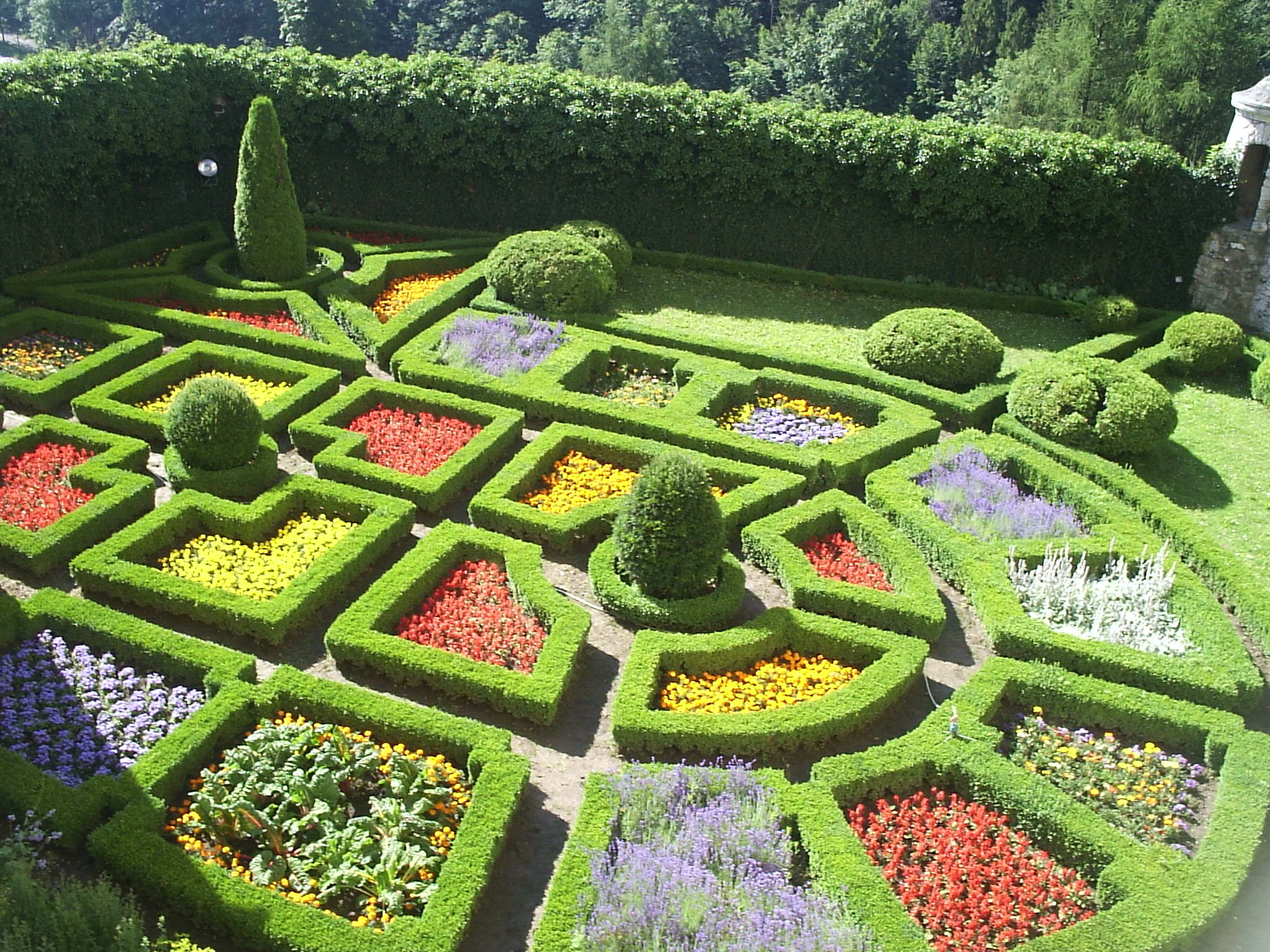
Ogród renesansowy w Pieskowej Skale

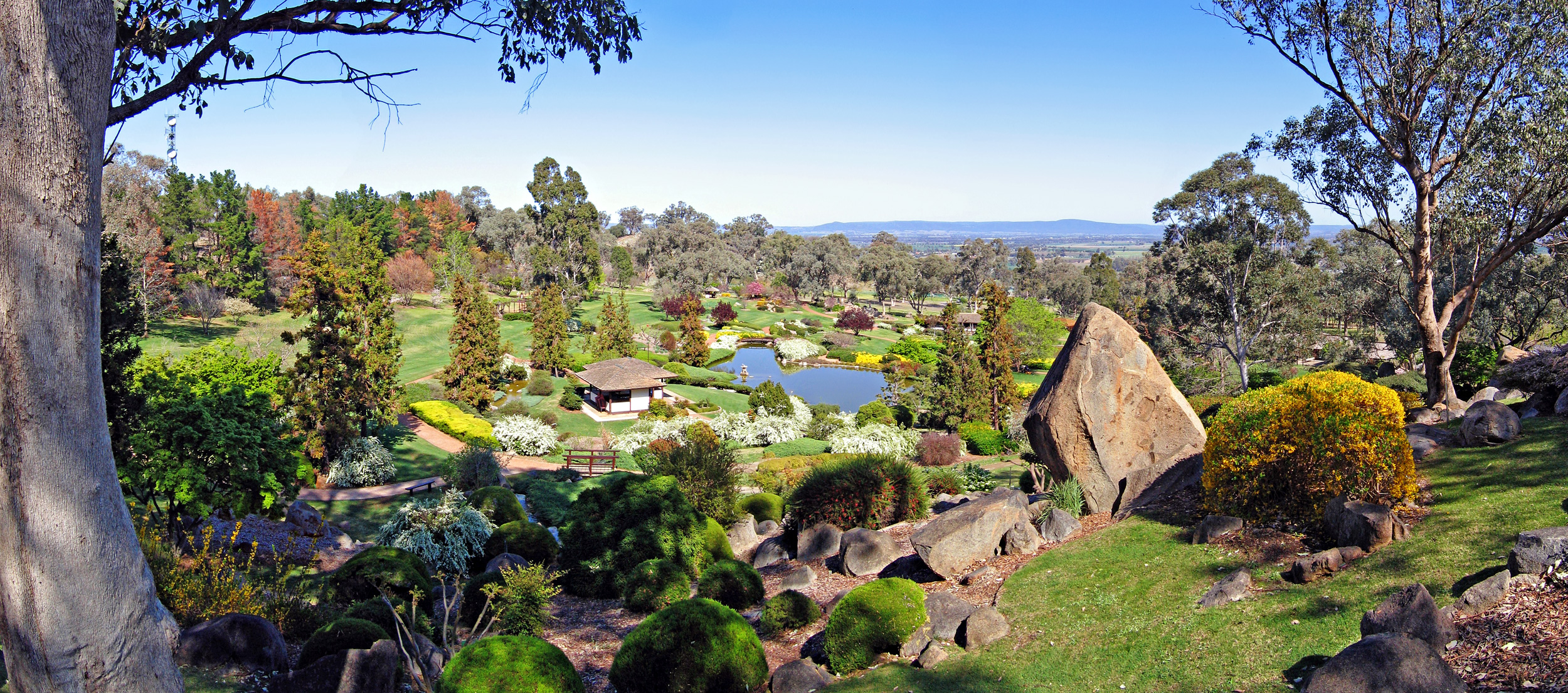
Ogród japoński w Australii

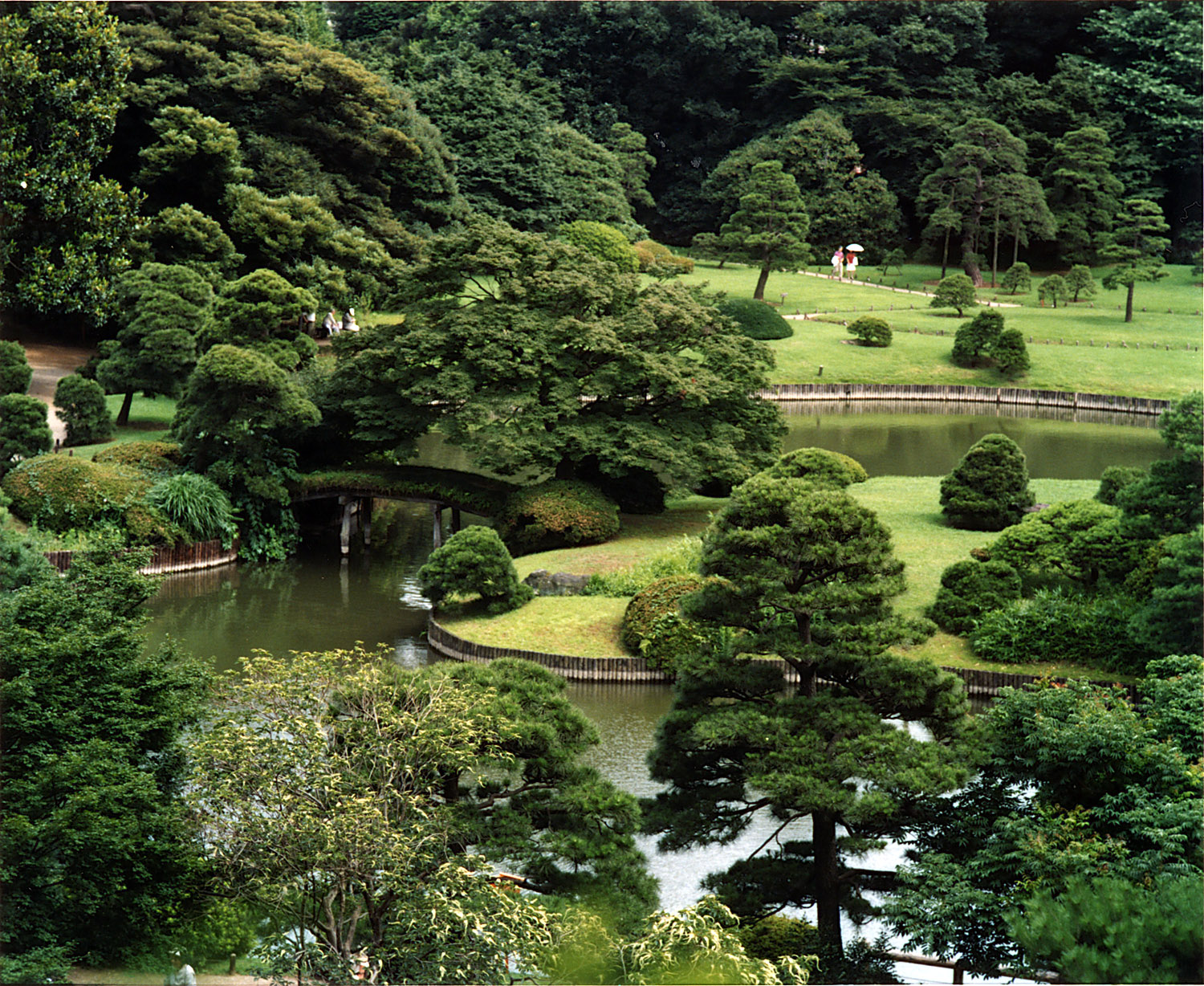
Ogród japoński kaiyu-shiki

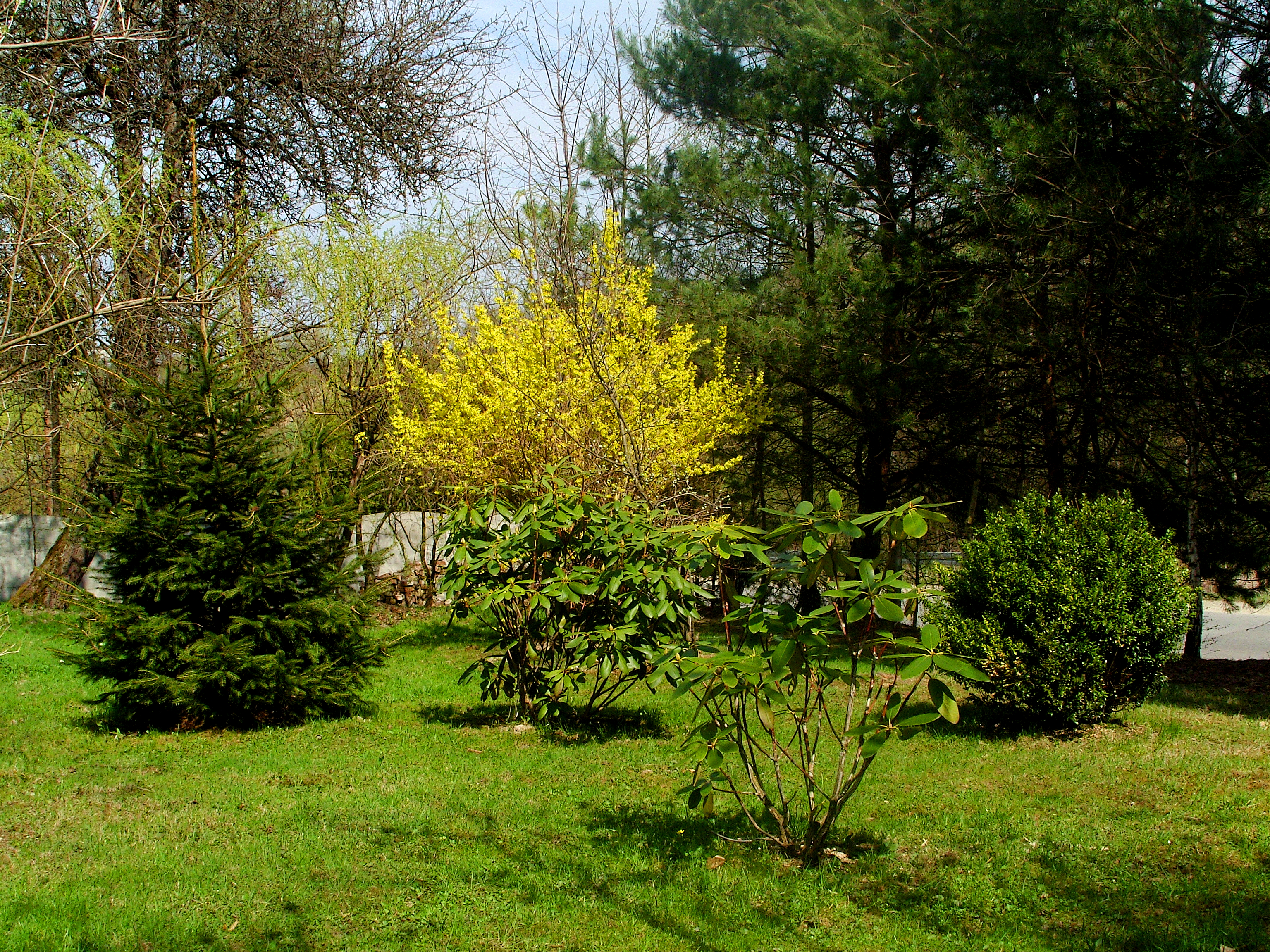
Wiosenny ogród przydomowy, Polska

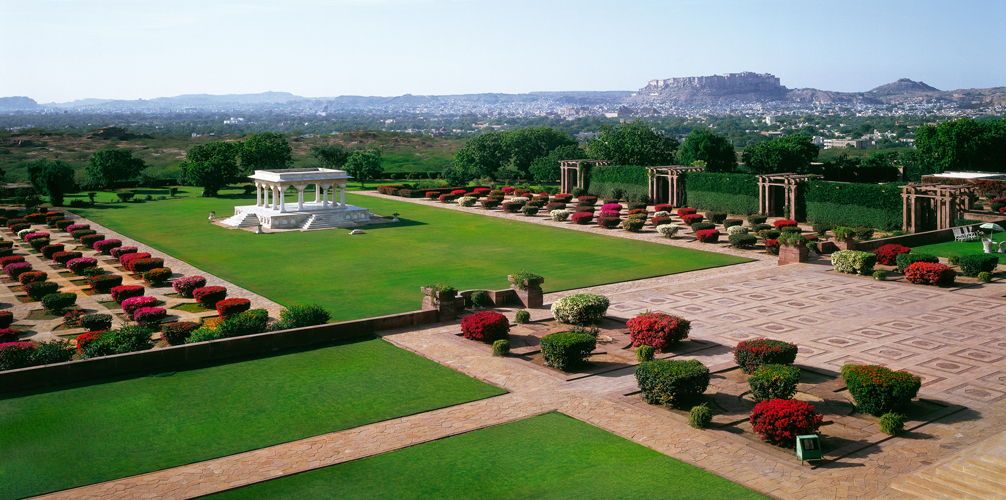
Ogród z tyłu pałacu Umaid Bhawan Palace, Jodhpur, Indie

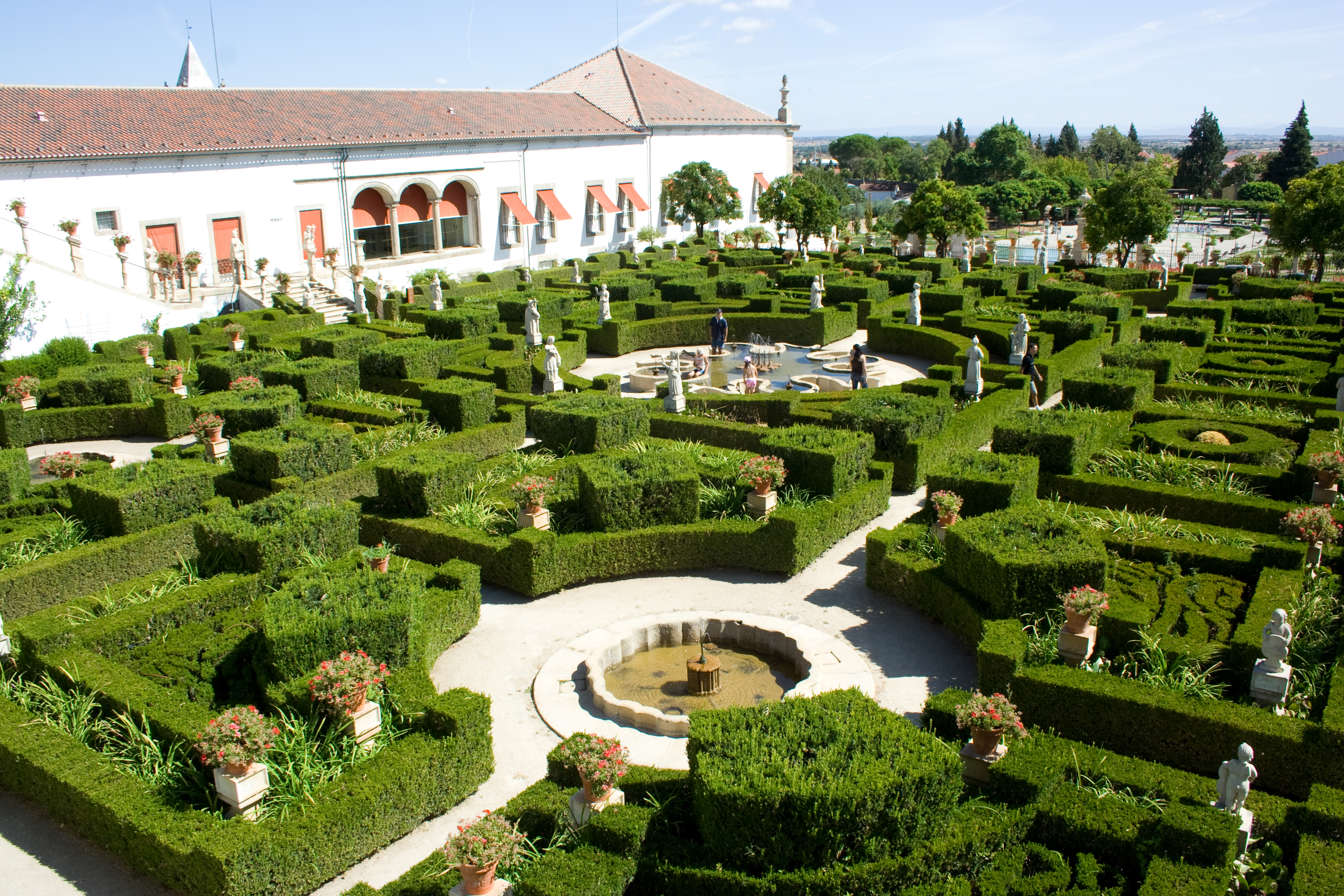
Castelo Branco, Portugalia

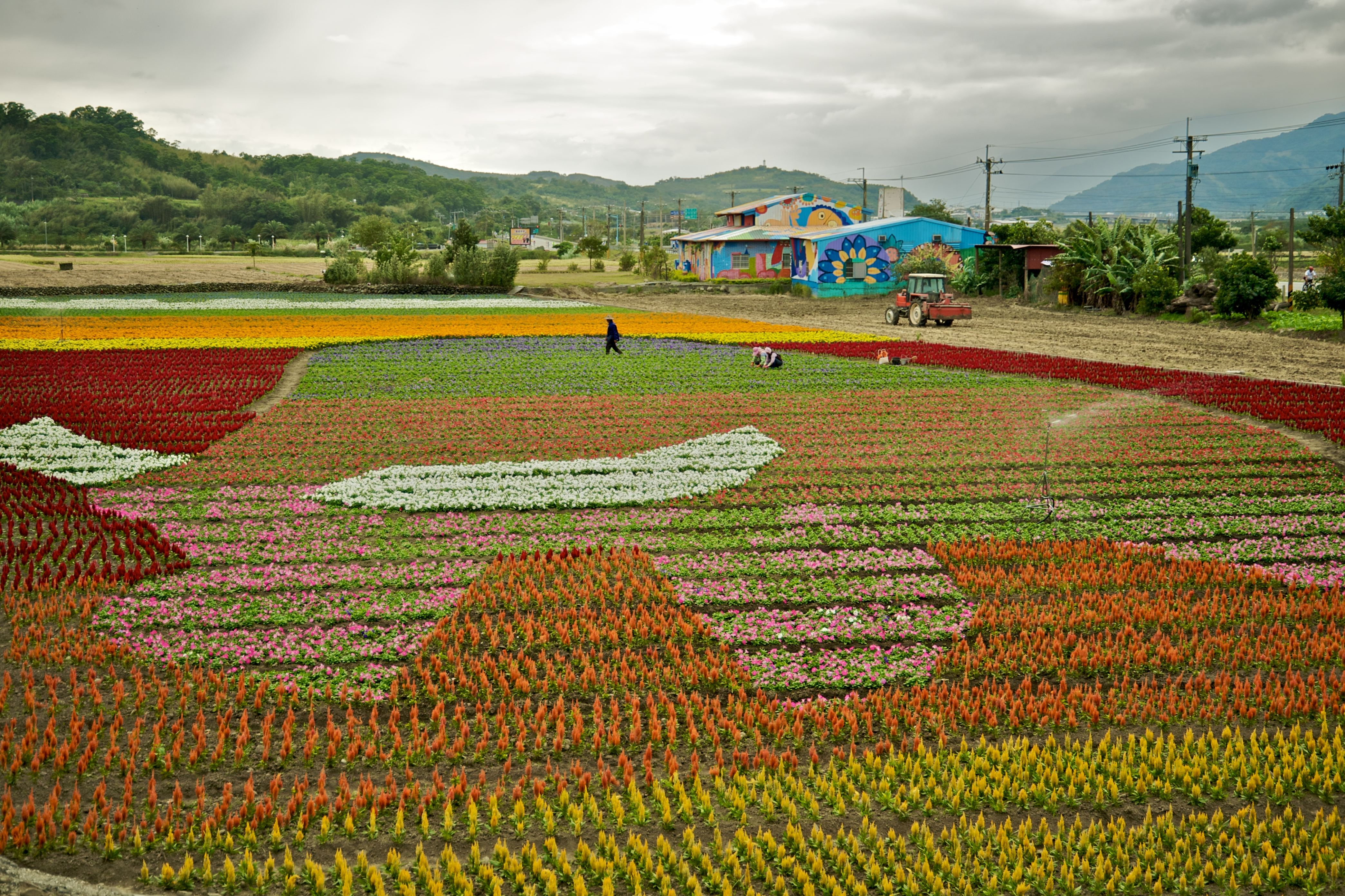
Hualian, Tajwan

Ogród – pojęcie z zakresu ogrodnictwa oznaczające miejsce przeznaczone do uprawy roślin.

## Klasyfikacja ogrodów
Klasyfikacja według stylu
- ogród angielski
- ogród chiński
- ogród francuski
- ogród holenderski
- ogród japoński
- ogród perski
- ogród skalny
- ogród włoski
- ogród zen

Klasyfikacja według asortymentu
- alpinarium
- ogród bylinowy (byliniarnia)
- ogród dendrologiczny (arboretum)
- ogród różany (rozarium)
- park
- sad
- winnica

Inne
- ogród aklimatyzacyjny
- ogród botaniczny
- ogród deszczowy
- ogród działkowy (rodzinny ogród działkowy, pracowniczy ogród działkowy)
- ogród jordanowski
- ogród krajobrazowy
- ogród rustykalny
- ogród tarasowy
- ogród wodny
- ogród zimowy
- ogród zmysłów
- ogród zoologiczny

Budowle ogrodnicze
- palmiarnia
- pomarańczarnia
- szklarnia
- wiwarium

Kierunki w sztuce ogrodowej
- Kierunki w XX-wiecznej sztuce ogrodowej i architekturze krajobrazu
  - naturalizm
  - dziki ogród
  - styl preriowy
  - modernizm
  - arts and crafts
  - eklektyzm
- Kierunki w sztuce ogrodowej przed XX wiekiem
  - angielski styl ogrodowy
  - barokowy styl ogrodowy
  - chiński styl ogrodowy
  - japoński styl ogrodowy
  - krajobrazowy styl ogrodowy
  - ogrody islamu
  - renesansowy styl ogrodowy
  - romantyczny styl ogrodowy
  - sentymentalny styl ogrodowy